# Consentement patriotique
 (novembre 2012).
Le concept de consentement, ou de consentement patriotique, désigne l'acceptation d'un conflit armé pour des raisons nationalistes, par les combattants eux-mêmes. Il a notamment été utilisé à propos de la Première Guerre mondiale.
Cette notion a été développée dans les années 1990 par un groupe d'historiens rattachés au Centre de Recherche historique de l'Historial de Péronne parmi lesquels on peut citer les Français Jean-Jacques Becker, Annette Becker et Stéphane Audoin-Rouzeau. Il est formulé notamment par ces deux derniers dans l'ouvrage 14-18, Retrouver la guerre (Paris, Gallimard, 2000).

## Concept
Le concept de consentement patriotique concerne la guerre de 1914-1918. Il soutient que l'attachement à la nation, la volonté de gagner la guerre et de protéger la patrie contre l'ennemi a prévalu au sein des sociétés européennes mais aussi des troupes combattantes sur les souffrances endurées par les combats et les privations.
Cette idée peut expliquer que le déclenchement du premier conflit mondial ait été accueilli sans panique en 1914 dans la plupart des États belligérants, voire ait provoqué des réactions enthousiastes dans certains lieux ou milieux (grandes villes notamment). Il se traduit au niveau politique par la mise en place dans les différents pays concernés de gouvernements d'Union sacrée, où les différends politiques sont mis de côté, l'ensemble de la classe politique faisant front commun.
Peu d'historiens ont diffusé le terme de « consentement patriotique » et en font le facteur explicatif déterminant de la ténacité des populations au cours de la guerre, en particulier des combattants. En effet, en première analyse, la guerre se prolonge sans rencontrer d'oppositions organisées de grande ampleur. Un contre-exemple est cependant celui de la Russie avec la Révolution bolchévique. Celle-ci est certes liée au contexte particulier qui a justement toujours été un empire bien plus qu'une nation, et où l'économie et l'État modernes sont bien plus fragiles qu'ailleurs. Mais on ne peut détacher la Révolution du contexte de la Grande guerre qui l'a déclenchée.
Dans cette optique, le consentement est dit « patriotique » car fondé sur un nationalisme explicitement porteur de haine envers l'ennemi diabolisé, ce que confirmerait un certain nombre de pratiques cruelles constatées soit sur le front, soit contre les populations civiles envahies (viols, massacres de villages entiers, destructions inutiles, terre brûlée).

## Débat
Le concept de consentement patriotique, parfois diffusé dans les médias et l'enseignement, est reconnu par une partie des historiens français voire européens. Toutefois, de nombreux chercheurs ont discuté ce terme (consentement conscient ou inconscient, choix raisonné ou en raison d'un bourrage de crâne) et la vision des sociétés combattantes qu'il véhicule, déclenchant une « querelle du consentement ». On peut citer parmi eux Antoine Prost, Frédéric Rousseau ou encore Rémy Cazals. Un groupe d'historiens attaché notamment à nuancer la thèse du « consentement patriotique » a vu le jour en 2005 sous le nom de CRID 14-18.
La discussion historiographique critique, souvent virulente, porte sur plusieurs points :
- le fait que les sources qui appuient la thèse du « consentement » proviennent majoritairement des élites, des intellectuels et de l'arrière, sans prendre en compte les très nombreux témoignages de combattants qui peuvent faire preuve d'indifférence envers le patriotisme ;
- l'aspect réducteur d'une thèse qui fait des croyances et représentations des individus (leur patriotisme voire leur autocontrainte[2]) le ressort ultime de leur conduite sans prêter attention aux interactions sociales (discipline, camaraderie, etc.) par lesquelles se construit l'obéissance ;
- le caractère englobant de la thèse qui assigne à tous les Européens un même « consentement » sans prendre en compte les différences nationales : 
  - le patriotisme est ainsi négligeable ou absent pour les populations slaves de l'Autriche-Hongrie, qui raisonnent en termes de fidélité traditionnelle à l'Empereur, ou pour la population de l'Italie, très majoritairement hostile à l'entrée en guerre en 1915 ;
  - ni les origines sociales et la position (au front, à l'arrière) des différents acteurs ;
- la minimisation des différentes formes de résistance (mutinerie, stratégies d'évitement (le fait de chercher une affectation à l'arrière par exemple) ou accommodements (fraternisations et accords tacites) qui conduisent fréquemment les combattants à tenter de diminuer la violence du conflit ;
- l'absence d'analyse des excès de la justice militaire dont l'exemple le plus significatif sont les soldats fusillés pour l'exemple.

On oppose parfois à l'école du « consentement » (consentement entendu sur le mode d'une acceptation réaliste et parfois désespérée) une école de la « contrainte », représentée par de nombreux historiens et en particulier par les membres du collectif de recherche international et de débat sur la guerre 1914-1918. 
Certains travaux ont cependant montré que la genèse de la survenance de la Première Guerre mondiale comporte des éléments objectifs : la caste nobiliaire d'Allemagne et d'Autriche, avec le soutien brutal des milieux pangermanistes de ces deux pays ont clairement agi pendant les mois qui ont précédé le déclenchement de la guerre. C'est la thèse de Fischer.
Le consentement est peut-être nuancé. Les archives (notamment les carnets de guerre, les journaux de tranchées et les chansons d'époque) montrent des sentiments parfois complexes, et un malaise ou de profonds malentendus entre « l'arrière » et combattants poilus du front. Les nombreuses et parfois virulentes allusions d'époque aux « planqués de l'arrière » (présentés comme des civils lâches, des donneurs de leçons, et parfois jugés « extrémistes » dans leur volonté de guerre ; ce qui a choqué Maurice Genevoix). Les poilus critiquent les « embusqués » de l'arrière souvent présentés comme coquets, jouisseurs et noceurs pendant qu'on meurt par milliers dans les tranchées. Ils critiquent aussi les embusqués de l'état-major (grands officiers et leurs intendances, secrétaires, vaguemestres, etc. réputés protégés à l'arrière du front). Un clivage est aussi apparu entre paysans restant au front avec les petits commerçants (hors viticulteurs qui ont bénéficié des grands besoins en vin de l'armée) alors que les ouvriers étaient renvoyés vers l'arrière pour les besoins des usines d'armement et de munition. Le mot « embusqué » a pris une connotation négative dès la fin du XIXe siècle.
Des chansons comme La Chanson de Craonne associent des élans patriotique ou au moins une reconnaissance de la nécessité de la guerre, mais souhaitent que l'effort de guerre soit partagé par tous. Cette chanson a évolué au cours de la guerre à partir de La Chanson de Lorette : ce sont des indices d'un consentement. De nombreux mutins faisaient preuve d'une volonté de se battre, mais pas dans les combats inutiles et sans espoirs auxquels certains généraux selon eux les envoyaient. Les soldats du front réclament l'égalité face à l'impôt du temps (3 ans de service militaires en 1913), mais aussi face à l'impôt du sang. Des réseaux frauduleux et des faux certificats médicaux ont existé, mais le nombre de personnes en ayant bénéficié semble finalement peu élevé selon les historiens.
Si les versions extrêmes du consentement (acceptation aveugle, défense joyeuse du territoire, départ « la fleur au fusil ») ou de la contrainte (officiers dégainant leurs armes pour forcer leurs hommes à sortir des tranchées , discipline stricte mais ne s'exprimant dans toute sa rigueur qu'au début de la guerre) se trouvent bel et bien attestés, elles ne peuvent prétendre rapporter toute l'expérience de la guerre, le comportement des soldats étant surtout marqué par de la résignation qui rend difficile de distinguer le degré de consentement et de soumission. 
L'histoire des représentations montre que des raisons autres que le consentement patriotique ou la contrainte stricte peuvent expliquer que les soldats ont tenu au front : pression du groupe et attachement aux camarades ; sentiment d'honneur envers ses pairs, sa famille, son village, la loyauté étant la moins coûteuse socialement pour la réinsertion après-guerre ; volonté des plus âgés de faire leur devoir pour épargner les générations plus jeunes d'avoir à participer à la guerre .